# Università di Auckland
L'Università di Auckland (in inglese The University of Auckland; in maori Te Whare Wānanga o Tāmaki Makaurau) è un'università pubblica  neozelandese.
Nel 2011 è stata classificata all'82º posto del QS World University Rankings.
Fondata nel 1883, è la maggiore università del paese e nel 2012 aveva oltre 32.000 studenti.
Fa parte dell'Associazione delle università del Commonwealth.

## Storia
L'università, il cui nome originario era Auckland University College, fu uno dei costituenti della University of New Zealand, fondata il 23 maggio 1883. Nel 1901 vi erano iscritti 156 studenti, la maggior parte in corsi che davano la possibilità di lavorare come impiegati di studi legali o di diventare insegnanti nelle scuole primarie.
Nel 1950 la Elam School of Fine Arts fu annessa all'università. Nel 1961 la University of New Zealand fu dissolta e il college prese il nome attuale di  University of Auckland. Nel 1966 fu istituita la University of Auckland Art Collection, una collezione d'arte attualmente gestita dal Centre for Art Research. Nel 2007 fu inaugurato un nuovo edificio per ospitare la Business School.
Nel maggio 2013 l'università ha acquistato un'area di 5 ettari a fianco della zona commerciale del sobborgo di Newmarket, che servirà per l'espansione dell'università nei prossimi 50 anni.

## Organizzazione

### Campus
I campus sono sei,  tutti situati nella regione di Auckland e nel Northland:
- City campus – si estende su 16 ha ed ospita il maggior numero di studenti e di facoltà.
- Tāmaki campus – copre 32 ha nel sobborgo di Glenn Inns di Auckland.
- Grafton campus –  si trova nel sobborgo di Grafton, di fronte all' Auckland City Hospital.
- Epsom campus – ospita la Faculty of Education.
- Tai Tokerau campus  – situato a Whangārei, offre alcuni corsi della Faculty of Education.
- The Leigh Marine Laboratory –  situato ca. 100 km a nord di Auckland, è specializzato in oceanografia.

### Facoltà
Le facoltà sono sei, alle quali vanno aggiunte due scuole speciali:
- Faculty of Arts[1]
- Faculty of Creative Arts and Industries
- Faculty of Education[2]
- Faculty of Engineering[3]
- Faculty of Medical and Health Sciences[4]
- Faculty of Science[5]
- Auckland Business School[6]
- Auckland Law School

### Istituti di ricerca
Gli istituti di ricerca sono tre:
- The Liggins Institute
- Auckland Bioengineering Institute (ABI)
- National Institute of Creative Arts and Industries[7]